# Алексеука
Алексеука (рум. Alexeuca) — село у Синжерейському районі Молдови. Входить до складу комуни, адміністративним центром якої є село Котюженій-Міч.

## Населення
За даними перепису населення 2004 року у селі проживали 597 осіб.
Національний склад населення села:
| Національність       | Кількість осіб | Відсоток |
| -------------------- | -------------- | -------- |
| молдавани            | 591            | 99,0%    |
| українці             | 3              | 0,5%     |
| росіяни              | 2              | 0,3%     |
| інша / без відповіді | 1              | 0,2%     |
| Всього               | 597            | 100%     |